# Lalo Parra
Eduardo Emeterio Parra Sandoval (Chillán, 29 de junio de 1918-Santiago, 4 de abril de 2009), o también conocido como Lalo Parra o tío Lalo, fue un folclorista, músico, compositor y cantautor chileno. Perteneciente a la primera generación de la conocida familia Parra, fue hermano de Nicanor, Hilda, Violeta, Roberto y Lautaro, entre otros.

## Biografía

### Primeros años y debut
Hijo de Nicanor Parra Alarcón y de Clarisa Sandoval Navarrete. A los siete años, y junto con sus hermanos Hilda, Violeta y Roberto, se hacen pioneros del canto popular callejero, en la zona sur de Chile. Cantan en trenes, calles y mercados de las ciudades, rescatando tradiciones folclóricas de sus habitantes y mezclando su quehacer musical con las inquietudes del público que interactúa con estos "niños cantores".
Establecido en Santiago, a los quince años, canta en restaurantes y quintas de recreo. Formará en 1938 el dúo Los Hermanos Parra, junto a Roberto, con el que editará sus primeras grabaciones para el sello RCA Víctor: entre ellas, Los Marcianos y Como Te Poní. El dúo realiza numerosas giras por todo Chile, además de visitas a Bolivia, Perú, Argentina y Ecuador, por lo que se convierten en embajadores de la música chilena. De regreso a Chile, junto a su esposa Clara, se presentan en boites y quintas de recreo de primer nivel.

### Consolidación
Luego de enviudar, entre 1957 y 1963, vive en Argentina junto a sus hijos, insertado en la música y la cultura de este país. A su regreso a Chile, forma junto a su hermano Lautaro y a Ena Troncoso, el grupo Los Viejos Parra, con el cual graba para el sello IRT los álbumes Dieciocho Cuecas Para el Dieciocho y Las Cuecas del Señor Corales, entre otros. El último título alude al destacado trabajo del tío Lalo en el circo chileno; por más de seis años es, de hecho, presidente del sindicato circense de Chile.
En 1970 y junto a su hija Clarita Parra, graba dos álbumes: Las Cuecas Choras del Hombre Nuevo y Las Cuecas de Hogar Dulce Hogar. La experiencia se repetiría en 1991, cuando, inspirado en la obra de su hermano Roberto, graba Las Cuecas de la Negra Ester, nuevamente junto a su hija.
Desde la década de 1970 hasta la muerte del tío Roberto Parra (ocurrida en 1995), forman un dúo único y verdaderamente extraordinario, tanto en la música como en lo personal. Realizan giras dentro y fuera del país, recorriendo peñas, colegios, universidades, que con sus estilos tan especiales del cantar y tocar la guitarra cautivaron a todo el público en general.

### Colaboraciones
A contar de los años 90 el tío Lalo fue descubierto como una influencia por nuevas generaciones de músicos y audiencias. Grabó con Los Tres (Peineta y La Yein Fonda) y con Chancho en Piedra, además de formar los grupos Los Chamullentos (ganadores FONDART 2001, integrado originalmente por Rodrigo Álvarez Gajardo, Humberto Palza, Rodrigo Young, Nano Pulgar e Igor Borghero) y Los Churi-Churi. En Peineta, álbum que comparte con Los Tres y su hermano Roberto, destacó su interpretación de las baladas tradicionales «La negrita», «Cerro Caracol» y «Lágrimas negras».
Junto con Los Churi-Churi y el músico Pablo Ugarte grabó el disco Ya estoy llegando a los 80, editado en 1997. Otras obras musicales suyas se titulan Valses del recuerdo y 80 son las razones, este último acompañado por Javiera Parra y otros músicos.

### Últimos años
El 13 de septiembre de 2003, el Tío Lalo es declarado hijo ilustre de la ciudad de Chillán, y en el mismo año el Ministerio de Educación de Chile lo condecora con la Orden al Mérito Docente y Cultural Gabriela Mistral, en el grado de Caballero.[cita requerida] Además se le ha condecorado como vecino ilustre de la comuna de Cerrillos. Durante 2006, el Tío Lalo celebra sus 88 años de vida con una gira nacional en donde recibe el cariño y reconocimiento del público chileno.[cita requerida]
A fines de septiembre de 2006, el folclorista sufre un colapso en su salud que lo deja internado en el hospital de Copiapó, con su vida en peligro. Gracias a una iniciativa presidencial, es trasladado a Santiago, donde se recupera satisfactoriamente de sus dolencias.

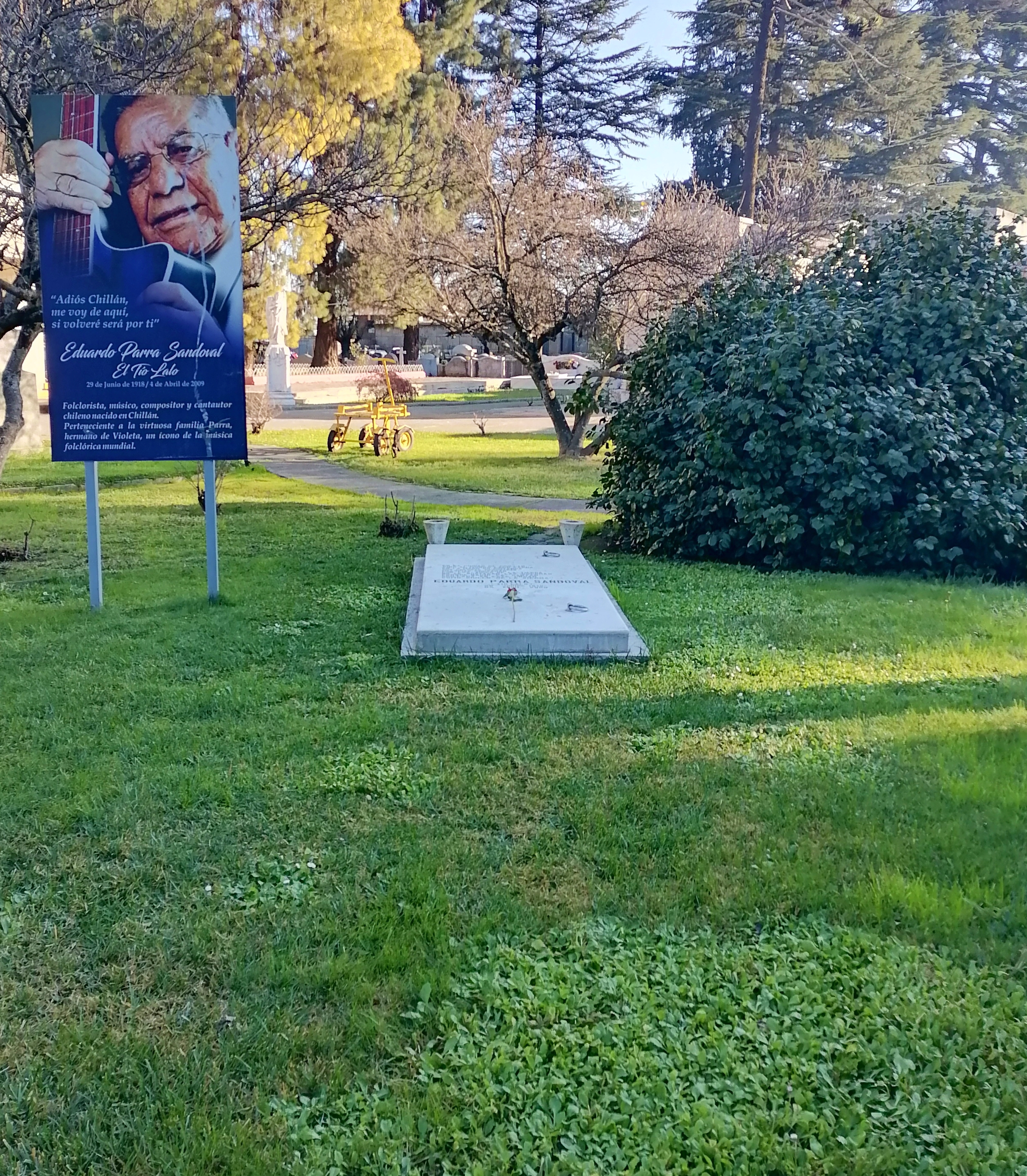
Tumba de Lalo Parra en el Patio de Artistas del cementerio municipal de Chillán

En febrero de 2009, el artista de 90 años fue internado por una grave infección urinaria, con compromiso de sus riñones, que lo dejó al borde de la muerte. Su familia incluso había señalado que no descartaban "desconectarlo en 72 horas", pero después de una semana complicada, su organismo respondió al tratamiento y el 26 de marzo fue dado de alta. Sin embargo posteriormente falleció el sábado 4 de abril de ese mismo año a las 14:10 en su casa, tras permanecer los últimos días en estado de semi-inconsciencia, acompañado de su familia.[cita requerida]
A eso de las 17:00 su cuerpo llega a Chillán, su tierra natal, donde miles de chillanejos le despidieron pañuelo en mano.[cita requerida] Sus restos están sepultados en el paseo de los Artistas del cementerio municipal de Chillán, junto a otros reconocidos artistas chillanejos tales como Claudio Arrau, Ramón Vinay, Marta Colvin y Gonzalo Rojas.
Actualmente, el centro cultural de Cerrillos, administrado por la Asociación Cultural Municipal de esa comuna, lleva el nombre de "Tío Lalo Parra".

## Discografía
- 1967 - Cuecas del sr. Corales (con Lautaro Parra, como parte del duo Los Viejos Parra)
- 1967 - 18 cuecas pa'l 18 (con Lautaro Parra, como parte del duo Los Viejos Parra)
- 1971 - Las cuecas choras del hombre nuevo (con Clarita Parra)
- 1991 - Cuecas pa' La Negra Ester (con Clarita Parra)
- 1992 - Valses del recuerdo
- 1998 - Estoy llegando a los 80
- 1998 - Peineta (con Los Tres y Roberto Parra)
- 2002 - 80 son las razones

### Colaboraciones
- 1971 - Se cumple un año ¡¡¡y se cumple!!! (de varios intérpretes)
- 1996 - La Yein Fonda (de Los Tres)

## Libros
Además de su discografía, Lalo Parra publicó dos libros:
- 1998 - Mi hermana Violeta Parra
- 2003 - Autobiografía en décimas

También posee varias obras inéditas.